# ロシア語能力検定試験
ロシア語能力検定試験（ロシアごのうりょくけんていしけん）は、ロシア語能力検定委員会が実施する、日本語話者向けのロシア語の検定試験である。

## 概要
1957年、日ソ学院（現・東京ロシア語学院）で最初の検定を実施。初・中・上級の3つが設けられ、受検者は合計32人だった。その後も受検者数が100人に満たない状態が続いていたが、1980年代後半のペレストロイカをきっかけにロシア語学習者が増加し、それに合わせて受検者も増加していった。1995年に現在の1 - 4級の制度に移行し、試験会場も全国に複数設けられるようになった。2009年から春季試験が開始され、2010年には受検者数が春秋合わせて1000人を突破している。
現在は、春季（5月）に3・4級、秋季（10月）に1 - 4級の試験を実施している。

## 受検級
- 1級
- 2級
- 3級
- 4級

試験は筆記形式で行う。文法・露文和訳・和文露訳の他に、4級ではテキストの朗読、3級ではテキストの朗読とリスニング、1・2級ではリスニングと会話（口頭作文）の試験がそれぞれ実施される。
なお、全ての級・全科目において辞書の使用は一切認められていない。